# Lickin' On Both Sides
Lickin' On Both Sides este primul album de studio al grupului muzical britanic Mis-Teeq. Acesta a primit numeroase recenzii pozitive și s-a clasat pe locul 3 în Regatul Unit. Materialul a fost realizat cu ajutorul unor producători precum: Blacksmith, Ed Case, Delirious, Ceri Evans, The Full Crew, Michael Graves, Ignorants, Jensen & Larsson, Mushtaq, Rishi Rich, Stargate, Sunship sau Synth.
De pe disc au fost promovate cinci extrase pe single, toate obținând clasări de top 10 în UK Singles Chart.

## Lista cântecelor
1. „One Night Stand” (Mikkel S. Eriksen, Tor Erik Hermansen, Hallgeir Rustan, Alesha Dixon, Su-Elise Nash și Sabrina Washington) – 3:26
2. „That Type of Girl” (E. Makromallis, S. J. Powell și Alesha Dixon) – 3:36
3. „Roll On” (J. Belle, K. Paul, R. Sykes și T. Jones) – 3:59
4. „B with Me” (Alesha Dixon, Su-Elise Nash, Sabrina Washington și Mushtaq) – 4:18
5. „Why?” (Matt Lamont) – 3:36
6. „They'll Never Know” (în colaboare cu Asher D & Harvey) (A. Dixon, S. Nash, S. Washington, M. Aminu, A. Walters și M. Harvey) – 4:30
7. „Stamp Reject” (G. Haase, T. Taylor și J. Walker) – 4:39
8. „All I Want” (Sunship Radio Edit) (Alesha Dixon, D. Brant, A. Glass și M. Morgan) – 3:29
9. „Nasty” (L. H. Jensen, M. M. Larsson, Alesha Dixon și Sabrina Washington) – 3:04
10. „These Days” (D. Brant, A. Glass și R. St Louis) – 3:17
11. „Better Better” (Michael Graves, R. St Louis și M. Morgan) – 3:23
12. „Secrets of the Night” (L. H. Jensen, M. M. Larsson, Alesha Dixon, Sabrina Washington și Su-Elise Nash) – 3:34
13. „You're Gonna Stay” (A. Dixon, S. Nash, S. Washington, W. Lawes, R. Reid și M. Daley) – 3:56
14. „One Night Stand” (editare radio de Sunship) – 3:38

Cântece incluse pe ediția specială
1. „B with Me” (remix de Bump & Flex) – 3:38
2. „Roll On” (remix de Rishi Rich) – 3:47
3. „This Is How We Do It” (remix de Rishi Rich) (Montell Jordan și Oji Pierce) – 3:27

## Clasamente
| Clasament            | Poziția maximă | Referință |
| -------------------- | -------------- | --------- |
| Belgian Albums Chart | 28             | [ 4 ]     |
| French Albums Chart  | 82             | [ 4 ]     |
| Swiss Albums Chart   | 68             | [ 4 ]     |
| UK Albums Chart      | 3              | [ 2 ]     |